# Niani (Distrikt)
Niani (Schreibvariante: Niani Kuntaur) ist einer von 35 Distrikten – der zweithöchsten Ebene der Verwaltungsgliederung – im westafrikanischen Staat Gambia. Es ist einer von zehn Distrikten in der Central River Region.
Nach einer Berechnung von 2013 leben dort etwa 24.806 Einwohner, das Ergebnis der letzten veröffentlichten Volkszählung von 2003 betrug 22.242.
Der Name ist von Niani abgeleitet, einem ehemaligen kleinen Reich.

## Ortschaften
Die zehn größten Orte sind:
- Kuntaur, 3074
- Wassu, 1509
- Sukuta, 1491
- Kass, 1213
- Njokul Ndowen, 997
- Jakaba, 916
- Palol, 859
- Kaiai, 812
- Tuba Koto, 729
- Barajally, 726

## Bevölkerung
Nach einer Erhebung von 1993 (damalige Volkszählung) stellt die größte Bevölkerungsgruppe die der Mandinka mit einem Anteil von rund drei Zehnteln, gefolgt von den Fula und den Wolof. Die Verteilung im Detail: 34,6 % Mandinka, 31,5 % Fula, 30,5 % Wolof, 0,4 % Jola, 0,3 % Serahule, 0,4 % Serer, 0,2 % Aku, 0,2 % Manjago, 1 % Bambara und 1,1 % andere Ethnien.